# Mona Grain
Mona Igraine Grain, född 27 oktober 1941 i Västerås, död 6 april 2019  i Huddinge kommun, var en svensk sångerska och revyartist.

## Biografi
Mona Grain började sjunga som 14-åring och ställde upp i olika amatörtävlingar hemma i Västerås. 1958 fick hon medverka i den populära TV-underhållningen från Kungsträdgården i Stockholm och började etablera sig i nöjesbranschen. Sven Paddock engagerade henne till Vårat gäng efter att ha hört henne i radioprogrammet Timmen Tumba. 1959 fick hon åka på turné med Casinorevyn och året därpå startade folkparksshowen Flugan där hon ingick i ensemblen.
Grain tävlade i Melodifestivalen 1960 med bidragen Alexander och Nancy, Nancy som hamnade på tredje respektive fjärde plats. Hon medverkade även i 1962 års upplaga av Melodifestivalen. Detta år hette bidraget Trollen ska trivas. Detta år var det från början tänkt att Grain skulle framföra Kärlek och pepparrot, skriven av Olle Adolphson och Björn Linderoth, men sången plockades bort från tävlingen eftersom den hade framförts officiellt vid ett tidigare tillfälle. I Melodifestivalen 1963 medverkade hon med Jag är så trött på allt det här och Sen igår är vi kära. Båda låtarna blev oplacerade. 
1963 gjorde Mona Grain stor succé i Hagge Geigerts revy i Uddevalla och tidningarna skrev om henne som "nästa stora revyprimadonna". 1966 spelade hon i Tjaddenrevyn, samarbetet med Tjadden Hällström fortsatte under flera år. Sedan slutet av 1960-talet tillhörde hon under flera omgångar Riksteaterns ensemble.
Under sin skivkarriär 1958-1964 hann Mona Grain släppa drygt tio singelskivor och lika många EP-skivor. Hennes största framgång var Alexander men även hennes moderniserade version av Kai Gullmars Ordning på torpet (1961) spelades flitigt i radion.
Mona Grain är gravsatt i minneslunden på S:t Botvids begravningsplats i Huddinge.

## Teater

### Roller (ej komplett)
| År   | Roll        | Produktion                                   | Regi           | Teater        |
| ---- | ----------- | -------------------------------------------- | -------------- | ------------- |
| 1959 | Medverkande | Oh, revy Stig Bergendorff och Gösta Bernhard | Gösta Bernhard | Casinoteatern |